# Henk Angenent (schaatser)
Hendrik Cornelis (Henk) Angenent (Woubrugge, 1 november 1967) is een Nederlands voormalig marathonschaatser die in 1997 de Elfstedentocht won. In 2003 werd hij bij het langebaanschaatsen nationaal kampioen op de 10.000 m. In datzelfde jaar eigende hij zich het werelduurrecord schaatsen toe, dat hij drie jaar lang behield. Van beroep is hij spruitjeskweker.

## Biografie
Na al verschillende andere wedstrijden te hebben gewonnen, kreeg hij nationale bekendheid toen hij op 4 januari 1997 de Elfstedentocht won, door Erik Hulzebosch in de sprint te verslaan. Mede door zijn toedoen is het spruitjespak ingevoerd. Wat de gele trui is voor de koploper in de Ronde van Frankrijk, is het witte pak met de groene stippen voor de koploper in de marathonzesdaagse de Greenery Six.
Op 40-jarige leeftijd won hij op 18 oktober 2008 de vijfde marathon om de KNSB Cup in Thialf. Het was twee weken vóór zijn 41e verjaardag en zijn vierde winst in Heerenveen. In het tussenklassement stond Angenent na zijn winst die dag 14e. Op 28 februari 2009, tijdens het NK Marathonschaatsen op kunstijs, nam Angenent afscheid van het schaatsen wegens aanhoudende meniscusklachten. Hij eindigde achter winnaar Yoeri Lissenberg. In 2009 speelde Angenent mee in De Hel van '63, een Nederlandse speelfilm van Steven de Jong.
Op 12 januari 2010 liet Angenent weten bezig te zijn met de eerste Angenent Classic. De 200 kilometer lange marathon werd op 15 januari gereden op de Wijde Aa en de Kromme Does tussen Hoogmade en Woubrugge. Van de 27 schaatsers die waren gestart haalden er slechts 6 de finish. Winnaar was de 27-jarige Peter van de Pol. Vijf jaar na zijn afscheid als actief rijder besluit hij in februari 2014 uit het marathonschaatsen te stappen wegens onvrede over het beleid van de KNSB. Op 13 oktober 2015 presenteerde hij zijn team Ormer ICT/A. de Jong Groep met daarin onder meer Kai Reus, Bart Hoolwerf en Jens Zwitser.

### Als langebaanschaatser
Angenent heeft ook pogingen gewaagd om zich met langebaanschaatsen bezig te houden; op de 10 kilometer werd hij in 2003 Nederlands kampioen. Tevens werd hij in datzelfde jaar vierde bij het WK afstanden. Ook reed hij op die afstand een aantal malen wedstrijden voor de wereldbeker.
Op 12 maart 2004 verbeterde Angenent het werelduurrecord schaatsen van Roberto Sighel; hij reed een afstand van 41 kilometer, 669 meter en 49 centimeter. Drie jaar later werd zijn record gebroken door Casper Helling, die het bracht op 41 kilometer en 969,10 meter.

## Records

### Persoonlijke records
| Afstand      | Tijd     | Datum            | Baan       |
| ------------ | -------- | ---------------- | ---------- |
| 500 meter    | 41,59    | 8 februari 2005  | Heerenveen |
| 1000 meter   | 1.19,54  | 18 november 2005 | Heerenveen |
| 1500 meter   | 1.56,89  | 17 november 2005 | Heerenveen |
| 3000 meter   | 3.56,94  | 18 november 2005 | Heerenveen |
| 5000 meter   | 6.35,73  | 11 januari 2005  | Heerenveen |
| 10.000 meter | 13.21,03 | 19 februari 2005 | Heerenveen |

### Wereldrecords
| Nr. | Afstand         | Afstand      | Datum         | Baan    |
| --- | --------------- | ------------ | ------------- | ------- |
| 1.  | Werelduurrecord | 41.669,49 m* | 12 maart 2004 | Calgary |

| * | = officieus wereldrecord |

## Resultaten
| Jaar | Elfstedentocht | NK Afstanden          | WK Afstanden |
| ---- | -------------- | --------------------- | ------------ |
| 1997 | Goud           | -                     | -            |
| 2003 | -              | 7e 5000m · 10.000m    | 4e 10.000m   |
| 2004 | -              | 20e 5000m 10e 10.000m | -            |
| 2005 | -              | 14e 5000m 4e 10.000m  | -            |
| 2006 | -              | 13e 5000m 6e 10.000m  |              |

## Boek
Henk Angenent - Een onbegrepen doordouwer, door Huub Snoep. Uitgeverij Spider Graphics, 264 pagina's.
- International Standard Name Identifier: 0000 0003 8713 3801
- Nederlandse Thesaurus van Auteursnamen: 322998956
- Virtual International Authority File: 280035950
- WorldCat: E39PBJm4T8cRWQ4VjYfCQcp9Dq